# Rodert
Rodert ist ein Ortsteil von Bad Münstereifel im Kreis Euskirchen, Nordrhein-Westfalen.

## Lage
Der Ort liegt etwa 1 km östlich von Bad Münstereifel.

## Geschichte
Spätestens seit dem Ende des 12. Jahrhunderts gehört Rodert zu Münstereifel. Seit 1969 ist es ein Ortsteil der damals neu gebildeten Stadt Bad Münstereifel.
Auf dem Eselsberg bei Rodert lag eines der Führerhauptquartiere von Adolf Hitler, das Felsennest. Von hier aus befehligte er am 10. Mai 1940 den Beginn des Westfeldzugs.

## Sehenswürdigkeiten
Im Ort findet sich die Kapelle zu den Sieben Schmerzen Mariens, die die Dorfgemeinschaft in den 50er-Jahren errichtete. In die Kirche wurde die neugotische Backsteinkapelle aus dem 19. Jahrhundert integriert. Das Gebäude enthält sehenswerte Glasfenster von Paul Weigmann. Im Turm der Kapelle hängt eine Glocke von Christian Claren aus dem Jahr 1862. Die Filialkirche Zur Schmerzhaften Mutter gehört zur Stiftskirche in Bad Münstereifel.

## Infrastruktur
In Rodert steht am Waldrand eine Jugendherberge.
Bis Mitte 2010 gab es in Rodert eine eigene Löschgruppe der Freiwilligen Feuerwehr Bad Münstereifel; diese wurde mit der Löschgruppe Bad Münstereifel fusioniert.

## Verkehr
Die VRS-Buslinie 828 der RVK verbindet den Ort mit Bad Münstereifel und weiteren Nachbarorten, überwiegend als TaxiBusPlus im Bedarfsverkehr.
| Linie | Verlauf |
| ----- | --- |
| 828   | MiKE (außer im Schülerverkehr): Bad Münstereifel Bf – (Bad Münstereifel Rathaus →/ Gewerbegeb./Ärzteh. ←) Rodert – Holzem – Lethert – Effelsberg – Scheuerheck – Wald – Limbach – Houverath – Lanzerath – Eichen – Maulbach – Scheuren |

Die Grundschulkinder werden zur Städtische Gemeinschaftsgrundschule durch das Busunternehmen Wolfgang Waasem nach Bad Münstereifel gebracht.